# Khijifalate
Khijiphalate (en népalais : खिजीफलाटे) est un comité de développement villageois du Népal situé dans le district d'Okhaldhunga. Au recensement de 2011, il comptait 3 493 habitants.